# Diocesi di União da Vitória
La diocesi di União da Vitória (in latino: Dioecesis Unionensis a Victoria) è una sede della Chiesa cattolica in Brasile suffraganea dell'arcidiocesi di Curitiba. Nel 2022 contava 207.000 battezzati su 240.000 abitanti. È retta dal vescovo Walter Jorge Pinto.

## Territorio
La diocesi comprende 13 comuni nella parte meridionale dello stato brasiliano del Paraná: Bituruna, General Carneiro, Porto Vitória, Cruz Machado, União da Vitória, Paula Freitas, Paulo Frontin, Mallet, Rio Azul, Rebouças, São Mateus do Sul, São João do Triunfo e Antônio Olinto.
Sede vescovile è la città di União da Vitória, dove si trova la cattedrale del Sacro Cuore di Gesù.
Il territorio si estende su una superficie di 9.869 km² ed è suddiviso in 25 parrocchie, raggruppate in 5 settori pastorali: Cattedrale, Sagrada Familia, São Mateus, Bituruna e Rio Azul.

## Storia
La diocesi è stata eretta il 3 dicembre 1976 con la bolla Qui divino consilio di papa Paolo VI, ricavandone il territorio dall'arcidiocesi di Curitiba e dalle diocesi di Guarapuava e di Ponta Grossa.
Il 9 febbraio 1984, in forza del decreto Quo aptius della Congregazione per i vescovi, ampliò il proprio territorio con i comuni di Bituruna e di General Carneiro, già appartenuti alla diocesi di Palmas.

## Cronotassi dei vescovi
Si omettono i periodi di sede vacante non superiori ai 2 anni o non storicamente accertati.
- Walter Michael Ebejer, O.P. † (3 dicembre 1976 - 3 gennaio 2007 ritirato)
- João Bosco Barbosa de Sousa, O.F.M. (3 gennaio 2007 - 16 aprile 2014 nominato vescovo di Osasco)
- Agenor Girardi, M.S.C. † (6 maggio 2015 - 8 febbraio 2018 deceduto)
- Walter Jorge Pinto, dal 9 gennaio 2019

## Statistiche
La diocesi nel 2022 su una popolazione di 240.000 persone contava 207.000 battezzati, corrispondenti all'86,3% del totale.
| anno | popolazione | popolazione | popolazione | presbiteri | presbiteri | presbiteri | presbiteri                | diaconi | religiosi | religiosi | parrocchie |
| anno | battezzati  | totale      | %           | numero     | secolari   | regolari   | battezzati per presbitero | diaconi | uomini    | donne     | parrocchie |
| ---- | ----------- | ----------- | ----------- | ---------- | ---------- | ---------- | ------------------------- | ------- | --------- | --------- | ---------- |
| 1980 | 176.000     | 204.000     | 86,3        | 22         | 5          | 17         | 8.000                     |         | 26        | 48        | 15         |
| 1990 | 222.000     | 270.000     | 82,2        | 33         | 12         | 21         | 6.727                     | 6       | 24        | 53        | 20         |
| 1999 | 255.000     | 310.000     | 82,3        | 33         | 16         | 17         | 7.727                     | 9       | 26        | 37        | 21         |
| 2000 | 258.000     | 314.000     | 82,2        | 35         | 17         | 18         | 7.371                     | 9       | 25        | 40        | 21         |
| 2001 | 225.000     | 260.000     | 86,5        | 33         | 16         | 17         | 6.818                     | 9       | 19        | 40        | 21         |
| 2002 | 240.000     | 275.000     | 87,3        | 34         | 19         | 15         | 7.058                     | 12      | 31        | 44        | 22         |
| 2003 | 242.200     | 280.000     | 86,5        | 37         | 21         | 16         | 6.545                     | 12      | 23        | 35        | 23         |
| 2004 | 243.000     | 283.000     | 85,9        | 37         | 20         | 17         | 6.567                     | 12      | 19        | 40        | 23         |
| 2010 | 183.879     | 216.328     | 85,0        | 35         | 24         | 11         | 5.253                     | 13      | 20        | 36        | 25         |
| 2014 | 192.600     | 225.600     | 85,4        | 35         | 26         | 9          | 5.502                     | 10      | 17        | 36        | 25         |
| 2017 | 197.600     | 230.970     | 85,6        | 36         | 23         | 13         | 5.488                     | 8       | 25        | 30        | 25         |
| 2020 | 199.237     | 231.377     | 86,1        | 40         | 29         | 11         | 4.980                     | 10      | 27        | 16        | 25         |
| 2021 | 204.430     | 237.413     | 86,1        | 38         | 28         | 10         | 5.379                     | 10      | 19        | 31        | 25         |
| 2022 | 207.000     | 240.000     | 86,3        | 37         | 29         | 8          | 5.594                     | 7       | 12        | 25        | 25         |